# 亚斯娜·普图耶茨
亚斯娜·普图耶茨（1959年1月19日—），克罗地亚女子手球运动员。她曾代表南斯拉夫国家队参加1984年夏季奥林匹克运动会手球比赛，获得一枚金牌。